# Ram It Down
Ram It Down jedanaesti je studijski album britanskog heavy metal sastava Judas Priest. Album je 17. svibnja 1988. godine objavila diskografska kuća Columbia Records.

## Popis pjesama
Tekstovi i glazba: Glenn Tipton, Rob Halford i K.K. Downing, osim pjesme "Johnny B. Goode" koju je napisao Chuck Berry. 
| 1.    | »Ram It Down«                             | 4:48 |
| 2.    | »Heavy Metal«                             | 5:59 |
| 3.    | »Love Zone«                               | 3:58 |
| 4.    | »Come and Get It«                         | 4:09 |
| 5.    | »Hard as Iron«                            | 4:09 |
| 6.    | »Blood Red Skies«                         | 7:51 |
| 7.    | »I'm a Rocker«                            | 3:59 |
| 8.    | »Johnny B. Goode« (obrada Chucka Berryja) | 4:39 |
| 9.    | »Love You to Death«                       | 4:37 |
| 10.   | »Monsters of Rock«                        | 5:31 |
| 49:39 |                                           |      |

| Bonus pjesme s remasterirane inačice albuma iz 2001. godine | Bonus pjesme s remasterirane inačice albuma iz 2001. godine                              | Bonus pjesme s remasterirane inačice albuma iz 2001. godine | Bonus pjesme s remasterirane inačice albuma iz 2001. godine | Bonus pjesme s remasterirane inačice albuma iz 2001. godine | Bonus pjesme s remasterirane inačice albuma iz 2001. godine | Bonus pjesme s remasterirane inačice albuma iz 2001. godine | Bonus pjesme s remasterirane inačice albuma iz 2001. godine | Bonus pjesme s remasterirane inačice albuma iz 2001. godine | Bonus pjesme s remasterirane inačice albuma iz 2001. godine |
| Br.                                                         | Skladba                                                                                  | Trajanje                                                    |                                                             |                                                             |                                                             |                                                             |                                                             |                                                             |                                                             |
| ----------------------------------------------------------- | ---------------------------------------------------------------------------------------- | ----------------------------------------------------------- | ----------------------------------------------------------- | ----------------------------------------------------------- | ----------------------------------------------------------- | ----------------------------------------------------------- | ----------------------------------------------------------- | ----------------------------------------------------------- | ----------------------------------------------------------- |
| 11.                                                         | »Night Comes Down« (Uživo u Long Beach Areni, Long Beach, Kalifornija, 5. svibnja 1984.) | 4:32                                                        |                                                             |                                                             |                                                             |                                                             |                                                             |                                                             |                                                             |
| 12.                                                         | »Bloodstone« (Uživo u Mid-South Coliseumu, Memphis, Tennessee, 12. prosinca 1982.)       | 4:05                                                        |                                                             |                                                             |                                                             |                                                             |                                                             |                                                             |                                                             |
| 58:16                                                       |                                                                                          |                                                             |                                                             |                                                             |                                                             |                                                             |                                                             |                                                             |                                                             |

| 1. | »Thunder Road« (Bonus pjesma na albumu Point of Entry)     | 5:12 |
| 2. | »Fire Burns Below« (Bonus pjesma na albumu Stained Class)  | 6:58 |
| 3. | »Red, White & Blue« (Bonus pjesma na albumu British Steel) | 3:42 |
| 4. | »My Design« (Nikad objavljena pjesma)                      |      |

## Osoblje
| Judas Priest - Rob Halford — vokali, produkcija - Glenn Tipton — gitara, produkcija - K. K. Downing — gitara, produkcija - Ian Hill — bas-gitara - Dave Holland — bubnjevi | Ostalo osoblje - Tom Allom — produkcija - Henrik "Doltz" Nilsson — inženjer zvuka - Bill Dooley — dodatno snimanje - Mark Wilkinson — naslovnica |